# رومولو كامبوزانو
رومولو كامبوزانو هو سياسي مكسيكي، ولد في 8 يناير 1957 في ولاية دورانغو في المكسيك. نشط حزبياً في حزب العمل الوطني. وقد انتخب عضو مجلس الشيوخ المكسيكي ‏.